# نادين مكينيس
نادين مكينيس هي كاتِبة وشاعرة كندية، ولدت في 1957.